# قضیه ماشین تورینگ جهانی
قضیهٔ ماشین تورینگ جهانی در نظریه محاسبات یک نتیجهٔ پایه ای از شماره گذاری های گودل برای مجموعه  توابع شمارش پذیر می‌باشد . این قضیه وجود یک تابع شمارش پذیر جهانی را اثبات می‌کند که قادر به محاسبهٔ هر تابع شمارش پذیر دیگر می‌باشد . این تابع جهانی یک نسخهٔ انتزاعی از ماشین تورینگ جهانی است و به همین دلیل اسم آن را بر روی این قضیه گذاشته‌اند.
قضیه ی هم ارزی راجرز یک مشخص سازی از شماره گذاری گودل برای توابع شمارش پذیر را ازنظر قضیه پارامترسازی (
{\displaystyle {S_{m}n}}) و قضیه ماشین تورینگ جهانی فراهم می‌کند.

## قضیه ی ماشین تورینگ جهانی
فرض کنید {\displaystyle {\varphi _{1},}{\varphi _{2},}{\varphi _{3},}\ldots } یک شماره گذاری از شماره‌های گودل برای توابع شمارش پذیر باشد. آنگاه تابع جزئی 
{\displaystyle {u:}} {\displaystyle {\mathbb {N} ^{2}}} {\displaystyle \longrightarrow } {\displaystyle \mathbb {N} }
که به صورت زیر تعریف می‌شود
{\displaystyle {u(i,x)}} {\displaystyle {:=}} {\displaystyle {\varphi _{i}}} {\displaystyle {(}} {\displaystyle {x}} {\displaystyle {)}}
{\displaystyle {i,x}} {\displaystyle \in }{\displaystyle \mathbb {N} }
قابل شمارش می‌باشد .
تابع   {\displaystyle {u}} را تابع جهانی می نامند.